# Saison 1983 de la WTA
Vainqueurs des tournois majeurs

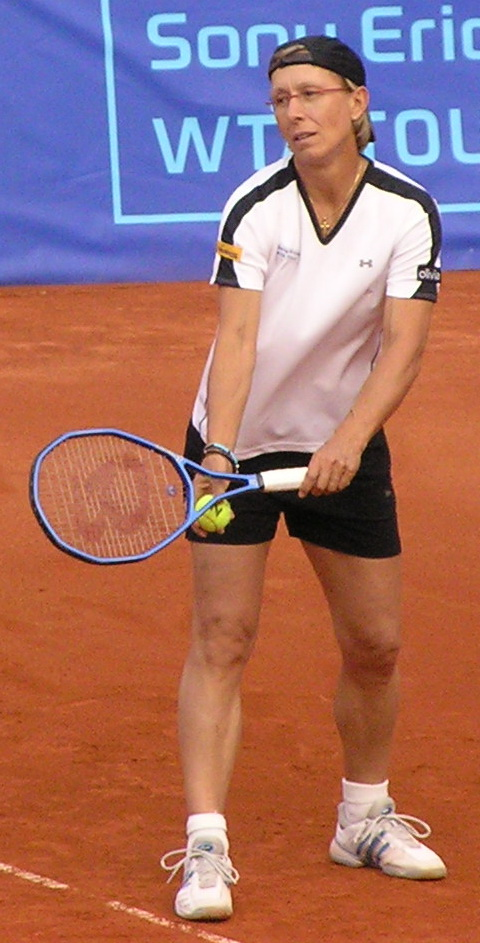
Photo de Martina Navrátilová à ECM Prague Open en 2006. La saison 1983 voit l'ascension de Navrátilová se prolonger avec une année incroyable où elle ne perd qu'un seul match à Roland-Garros. Victorieuse de seize tournois, elle réalise le petit chelem. Gagnante des Masters, elle conclut l'année numéro un mondiale, loin devant ses concurrentes.

Résultats des tournois de tennis organisés par la Women's Tennis Association (WTA) en 1983 :

## Organisation de la saison
Indépendamment des quatre tournois du Grand Chelem (organisés par l'ITF), les saisons 1976 à 1982 de tennis féminin de la WTA étaient, pour l'essentiel, scindées en deux circuits majeurs : 
- de janvier à mars/avril : les Virginia Slims Series (1976-1978) auxquelles succèdent les Avon Series (1979-1982),
- d'avril à novembre/décembre : les Colgate Series (1976-1980), auxquelles succèdent les Toyota Series (1981-1982).

La saison 1983 de la WTA voit le commanditaire Virginia Slims prendre les rênes du circuit féminin pendant toute l'année,,,.
À ce calendrier s'ajoutent aussi deux épreuves par équipes nationales : la Coupe de la Fédération et la Wightman Cup.

## Résumé de la saison
La saison 1983 de la Women's Tennis Association (WTA) voit l'ascension de Martina Navrátilová se prolonger avec une année incroyable où elle ne perd qu'un seul match à Roland-Garros. Victorieuse de seize tournois, elle réalise le petit chelem. Gagnante des Masters, elle conclut l'année numéro un mondiale, loin devant ses concurrentes.
Chris Evert, toujours numéro 2, remporte six succès dont Roland-Garros, mais ne parvient pas à battre sa rivale Navrátilová à qui elle ne prend qu'un seul set dans l'année.
À plus de 39 ans, la championne américaine Billie Jean King réussit l'exploit de remporter son dernier titre sur le gazon du tournoi de Birmingham.
En double, Navrátilová et sa partenaire Pam Shriver réalisent le petit chelem.

## Palmarès

### Simple
| No | Date       | Nom et lieu du tournoi                           | Catégorie  | Dotation  | Surface         | Vainqueure          | Finaliste           | Score         |         |
| -- | ---------- | ------------------------------------------------ | ---------- | --------- | --------------- | ------------------- | ------------------- | ------------- | ------- |
| 1  | 03/01/1983 | Virginia Slims of Washington, Washington         |            | 150 000 $ | Moquette (int.) | Martina Navrátilová | Sylvia Hanika       | 6-1, 6-1      | Tableau |
| 2  | 10/01/1983 | Virginia Slims of Houston, Houston               |            | 150 000 $ | Moquette (int.) | Martina Navrátilová | Sylvia Hanika       | 6-3, 7-6      | Tableau |
| 3  | 24/01/1983 | Avon Tennis Cup, Marco Island                    |            | 100 000 $ | Terre (ext.)    | Andrea Jaeger       | Hana Mandlíková     | 6-1, 6-3      | Tableau |
| 4  | 31/01/1983 | Murjani Cup, Palm Beach Gardens                  |            | 150 000 $ | Terre (ext.)    | Chris Evert         | Andrea Jaeger       | 6-3, 6-3      | Tableau |
| 5  | 07/02/1983 | Ginny of Indianapolis, Indianapolis              |            | 50 000 $  | Moquette (int.) | Anne Hobbs          | Ginny Purdy         | 6-4, 6-7, 6-4 | Tableau |
| 6  | 14/02/1983 | Virginia Slims of Chicago, Chicago               |            | 150 000 $ | Moquette (int.) | Martina Navrátilová | Andrea Jaeger       | 6-3, 6-2      | Tableau |
| 7  | 14/02/1983 | Ginny of Hershey, Hershey                        |            | 50 000 $  | Moquette (int.) | Carling Bassett     | Sandy Collins       | 2-6, 6-0, 6-4 | Tableau |
| 8  | 21/02/1983 | Ginny of Ridgewood, Ridgewood                    |            | 50 000 $  | Moquette (int.) | Alycia Moulton      | Catrin Jexell       | 6-4, 6-2      | Tableau |
| 9  | 21/02/1983 | Virginia Slims of Oakland, Oakland               |            | 150 000 $ | Moquette (int.) | Bettina Bunge       | Sylvia Hanika       | 6-3, 6-3      | Tableau |
| 10 | 28/02/1983 | Congoleum Classic, Palm Springs                  |            | 50 000 $  | Dur (ext.)      | Yvonne Vermaak      | Carling Bassett     | 6-3, 7-5      | Tableau |
| 11 | 28/02/1983 | Ginny of Nashville, Nashville                    |            | 50 000 $  | Moquette (int.) | Kathleen Horvath    | Marcela Skuherská   | 6-4, 6-3      | Tableau |
| 12 | 07/03/1983 | Virginia Slims of Dallas, Dallas                 |            | 150 000 $ | Moquette (int.) | Martina Navrátilová | Chris Evert         | 6-4, 6-0      | Tableau |
| 13 | 07/03/1983 | Ginny of Pittsburgh, Pittsburgh                  |            | NC        | Moquette (int.) | Ginny Purdy         | Cláudia Monteiro    | 6-2, 7-5      | Tableau |
| 14 | 14/03/1983 | Virginia Slims of Boston, Boston                 |            | 150 000 $ | Moquette (int.) | Wendy Turnbull      | Sylvia Hanika       | 6-3, 3-6, 6-4 | Tableau |
| 15 | 21/03/1983 | Virginia Slims Championships, New York           | Masters    | 350 000 $ | Moquette (int.) | Martina Navrátilová | Chris Evert         | 6-2, 6-0      | Tableau |
| 16 | 04/04/1983 | Family Circle Cup, Hilton Head                   |            | 200 000 $ | Terre (ext.)    | Martina Navrátilová | Tracy Austin        | 5-7, 6-1, 6-0 | Tableau |
| 17 | 11/04/1983 | Lipton WTA Championships, Amelia Island          |            | 250 000 $ | Terre (ext.)    | Chris Evert         | Carling Bassett     | 6-3, 2-6, 7-5 | Tableau |
| 18 | 18/04/1983 | United Airlines Tournament, Orlando              |            | 200 000 $ | Terre (ext.)    | Martina Navrátilová | Andrea Jaeger       | 6-1, 7-5      | Tableau |
| 19 | 25/04/1983 | Virginia Slims of Atlanta, Atlanta               |            | 150 000 $ | Dur (ext.)      | Pam Shriver         | Kathy Jordan        | 6-2, 6-0      | Tableau |
| 20 | 02/05/1983 | Italian Open, Pérouse                            |            | 150 000 $ | Terre (ext.)    | Andrea Temesvári    | Bonnie Gadusek      | 6-1, 6-0      | Tableau |
| 21 | 09/05/1983 | Swiss Open, Lugano                               |            | 100 000 $ | Terre (ext.)    | NC                  | NC                  | Annulé        | Tableau |
| 22 | 16/05/1983 | German Open, Berlin                              |            | 150 000 $ | Terre (ext.)    | Chris Evert         | Kathleen Horvath    | 6-4, 7-6      | Tableau |
| 23 | 23/05/1983 | Roland-Garros, Paris                             | G. Chelem  | 350 000 $ | Terre (ext.)    | Chris Evert         | Mima Jaušovec       | 6-1, 6-2      | Tableau |
| 24 | 06/06/1983 | Edgbaston Cup, Birmingham                        |            | 100 000 $ | Gazon (ext.)    | Billie Jean King    | Alycia Moulton      | 6-0, 7-5      | Tableau |
| 25 | 13/06/1983 | BMW Championships, Eastbourne                    |            | 150 000 $ | Gazon (ext.)    | Martina Navrátilová | Wendy Turnbull      | 6-1, 6-1      | Tableau |
| 26 | 20/06/1983 | The Championships, Wimbledon                     | G. Chelem  | 670 000 $ | Gazon (ext.)    | Martina Navrátilová | Andrea Jaeger       | 6-0, 6-3      | Tableau |
| 27 | 04/07/1983 | Fila Europa Cup, Hambourg                        |            | 100 000 $ | Terre (ext.)    | Andrea Temesvári    | Eva Pfaff           | 6-4, 6-2      | Tableau |
| 28 | 11/07/1983 | Virginia Slims Hall of Fame, Newport (RI)        |            | 100 000 $ | Gazon (ext.)    | Alycia Moulton      | Kim Jones           | 6-3, 6-2      | Tableau |
| 29 | 11/07/1983 | Freiburg, Fribourg-en-Brisgau                    |            | 50 000 $  | Terre (ext.)    | Catherine Tanvier   | Laura Arraya        | 6-4, 7-5      | Tableau |
| 30 | 01/08/1983 | US Clay Court Championships, Indianapolis        |            | 200 000 $ | Terre (ext.)    | Andrea Temesvári    | Zina Garrison       | 6-2, 6-2      | Tableau |
| 31 | 08/08/1983 | Virginia Slims of Los Angeles, Manhattan Beach   |            | 150 000 $ | Dur (ext.)      | Martina Navrátilová | Chris Evert         | 6-1, 6-3      | Tableau |
| 32 | 15/08/1983 | Player’s Canadian Open, Toronto                  | VS Tour C4 | 200 000 $ | Dur (ext.)      | Martina Navrátilová | Chris Evert         | 6-4, 4-6, 6-1 | Tableau |
| 33 | 22/08/1983 | Virginia Slims of New Jersey, Mahwah             |            | 125 000 $ | Dur (ext.)      | Jo Durie            | Hana Mandlíková     | 2-6, 7-5, 6-4 | Tableau |
| 34 | 29/08/1983 | US Open, Flushing Meadows                        | G. Chelem  | 850 000 $ | Dur (ext.)      | Martina Navrátilová | Chris Evert         | 6-1, 6-3      | Tableau |
| 35 | 12/09/1983 | Queens Grand Prix, Tokyo                         |            | 175 000 $ | Moquette (int.) | Lisa Bonder         | Andrea Jaeger       | 6-2, 5-7, 6-1 | Tableau |
| 36 | 12/09/1983 | Ginny of Salt Lake City, Salt Lake City          |            | 50 000 $  | Dur (ext.)      | Yvonne Vermaak      | Felicia Raschiatore | 6-2, 0-6, 7-5 | Tableau |
| 37 | 19/09/1983 | Ginny of Kansas City, Kansas City                |            | 50 000 $  | Dur (ext.)      | Elizabeth Sayers    | Anne Minter         | 6-3, 6-1      | Tableau |
| 38 | 19/09/1983 | Central Fidelity Bank International, Richmond    |            | 150 000 $ | Moquette (int.) | Rosalyn Fairbank    | Kathy Jordan        | 6-4, 5-7, 6-4 | Tableau |
| 39 | 26/09/1983 | US Indoors, Hartford                             |            | 150 000 $ | Moquette (int.) | Kim Jones           | Sylvia Hanika       | 6-4, 6-3      | Tableau |
| 40 | 26/09/1983 | Ginny of Bakersfield, Bakersfield                |            | 50 000 $  | Dur (ext.)      | Jennifer Mundel     | Julie Harrington    | 6-4, 6-1      | Tableau |
| 41 | 03/10/1983 | Virginia Slims of Detroit, Détroit               |            | 150 000 $ | Moquette (int.) | Virginia Ruzici     | Kathy Jordan        | 4-6, 6-4, 6-2 | Tableau |
| 42 | 10/10/1983 | Florida Federal Open, Tarpon Springs             |            | 150 000 $ | Dur (ext.)      | Martina Navrátilová | Pam Shriver         | 6-3, 6-2      | Tableau |
| 43 | 10/10/1983 | Borden Classic, Tokyo                            |            | 75 000 $  | Dur (ext.)      | Lisa Bonder         | Laura Arraya        | 6-1, 6-3      | Tableau |
| 44 | 17/10/1983 | Japan Asian Open, Tokyo                          |            | 50 000 $  | Dur (ext.)      | Etsuko Inoue        | Shelley Solomon     | 7-5, 6-1      | Tableau |
| 45 | 17/10/1983 | Daihatsu Challenge, Brighton                     |            | 150 000 $ | Moquette (int.) | Chris Evert         | Jo Durie            | 6-1, 6-1      | Tableau |
| 46 | 24/10/1983 | Porsche Grand Prix, Stuttgart                    |            | 150 000 $ | Dur (int.)      | Martina Navrátilová | Catherine Tanvier   | 6-1, 6-2      | Tableau |
| 47 | 07/11/1983 | Lynda Carter Maybelline Classic, Deerfield Beach |            | 125 000 $ | Dur (ext.)      | Chris Evert         | Bonnie Gadusek      | 6-0, 6-4      | Tableau |
| 48 | 07/11/1983 | Ginny Championships, Honolulu                    |            | 100 000 $ | Moquette (int.) | Kathleen Horvath    | Carling Bassett     | 4-6, 6-2, 7-6 | Tableau |
| 49 | 14/11/1983 | National Panasonic Open, Brisbane                |            | 150 000 $ | Gazon (ext.)    | Pam Shriver         | Wendy Turnbull      | 6-4, 7-5      | Tableau |
| 50 | 19/11/1983 | Lion’s Cup, Tokyo                                | Exhibition | 100 000 $ | Moquette (int.) | Martina Navrátilová | Chris Evert         | 6-2, 6-2      | Tableau |
| 51 | 21/11/1983 | NSW Building Society, Sydney                     |            | 150 000 $ | Gazon (ext.)    | Jo Durie            | Kathy Jordan        | 6-3, 7-5      | Tableau |
| 52 | 28/11/1983 | Marlboro Australian Open, Melbourne              | G. Chelem  | 500 000 $ | Gazon (ext.)    | Martina Navrátilová | Kathy Jordan        | 6-2, 7-6      | Tableau |

### Double
| No | Date       | Nom et lieu du tournoi                          | Catégorie  | Dotation  | Surface         | Vainqueures                        | Finalistes                             | Score         |         |
| -- | ---------- | ----------------------------------------------- | ---------- | --------- | --------------- | ---------------------------------- | -------------------------------------- | ------------- | ------- |
| 1  | 03/01/1983 | Virginia Slims of Washington Washington         |            | 150 000 $ | Moquette (int.) | Martina Navrátilová Pam Shriver    | Kathy Jordan Anne Smith                | 4-6, 7-5, 6-3 | Tableau |
| 2  | 10/01/1983 | Virginia Slims of Houston Houston               |            | 150 000 $ | Moquette (int.) | Martina Navrátilová Pam Shriver    | Jo Durie Barbara Potter                | 6-4, 6-3      | Tableau |
| 3  | 24/01/1983 | Avon Tennis Cup Marco Island                    |            | 100 000 $ | Terre (ext.)    | Andrea Jaeger Mary Lou Piatek      | Rosie Casals Wendy Turnbull            | 7-5, 6-4      | Tableau |
| 4  | 31/01/1983 | Murjani Cup Palm Beach Gardens                  |            | 150 000 $ | Terre (ext.)    | Barbara Potter Sharon Walsh        | Kathy Jordan Paula Smith               | 6-4, 4-6, 6-2 | Tableau |
| 5  | 07/02/1983 | Ginny of Indianapolis Indianapolis              |            | 50 000 $  | Moquette (int.) | Lea Antonoplis Barbara Jordan      | Rosalyn Fairbank Candy Reynolds        | 5-7, 6-4, 7-5 | Tableau |
| 6  | 14/02/1983 | Virginia Slims of Chicago Chicago               |            | 150 000 $ | Moquette (int.) | Martina Navrátilová Pam Shriver    | Kathy Jordan Anne Smith                | 6-1, 6-2      | Tableau |
| 7  | 14/02/1983 | Ginny of Hershey Hershey                        |            | 50 000 $  | Moquette (int.) | Lea Antonoplis Barbara Jordan      | Sherry Acker Ann Henricksson           | 6-3, 6-4      | Tableau |
| 8  | 21/02/1983 | Virginia Slims of Oakland Oakland               |            | 150 000 $ | Moquette (int.) | Claudia Kohde-Kilsch Eva Pfaff     | Rosie Casals Wendy Turnbull            | 6-4, 4-6, 6-4 | Tableau |
| 9  | 21/02/1983 | Ginny of Ridgewood Ridgewood                    |            | 50 000 $  | Moquette (int.) | Beverly Mould Elizabeth Sayers     | Rosalyn Fairbank Susan Leo             | 7-6, 4-6, 7-5 | Tableau |
| 10 | 28/02/1983 | Ginny of Nashville Nashville                    |            | 50 000 $  | Moquette (int.) | Rosalyn Fairbank Candy Reynolds    | Alycia Moulton Paula Smith             | 6-4, 7-6      | Tableau |
| 11 | 28/02/1983 | Congoleum Classic Palm Springs                  |            | 50 000 $  | Dur (ext.)      | Kathy Jordan Ann Kiyomura          | Dianne Balestrat Betty Stöve           | 6-2, 6-2      | Tableau |
| 12 | 07/03/1983 | Ginny of Pittsburgh Pittsburgh                  |            | NC        | Moquette (int.) | Candy Reynolds Paula Smith         | Iwona Kuczyńska Trey Lewis             | 6-2, 6-2      | Tableau |
| 13 | 07/03/1983 | Virginia Slims of Dallas Dallas                 |            | 150 000 $ | Moquette (int.) | Martina Navrátilová Pam Shriver    | Rosie Casals Wendy Turnbull            | 6-3, 6-2      | Tableau |
| 14 | 14/03/1983 | Virginia Slims of Boston Boston                 |            | 150 000 $ | Moquette (int.) | Jo Durie Ann Kiyomura              | Kathy Jordan Anne Smith                | 6-3, 6-1      | Tableau |
| 15 | 21/03/1983 | Virginia Slims Championships New York           | Masters    | 350 000 $ | Moquette (int.) | Martina Navrátilová Pam Shriver    | Claudia Kohde-Kilsch Eva Pfaff         | 7-5, 6-2      | Tableau |
| 16 | 28/03/1983 | Bridgestone Doubles Tokyo                       |            | 150 000 $ | Moquette (int.) | Billie Jean King Sharon Walsh      | Kathy Jordan Anne Smith                | 6-1, 6-1      | Tableau |
| 17 | 04/04/1983 | Family Circle Cup Hilton Head                   |            | 200 000 $ | Terre (ext.)    | Martina Navrátilová Candy Reynolds | Andrea Jaeger Paula Smith              | 6-2, 6-3      | Tableau |
| 18 | 11/04/1983 | Lipton WTA Championships Amelia Island          |            | 250 000 $ | Terre (ext.)    | Rosalyn Fairbank Candy Reynolds    | Hana Mandlíková Virginia Ruzici        | 6-4, 6-2      | Tableau |
| 19 | 18/04/1983 | United Airlines Tournament Orlando              |            | 200 000 $ | Terre (ext.)    | Billie Jean King Anne Smith        | Martina Navrátilová Pam Shriver        | 6-3, 1-6, 7-6 | Tableau |
| 20 | 25/04/1983 | Virginia Slims of Atlanta Atlanta               |            | 150 000 $ | Dur (ext.)      | Alycia Moulton Sharon Walsh        | Rosie Casals Wendy Turnbull            | 6-3, 7-6      | Tableau |
| 21 | 02/05/1983 | Italian Open Pérouse                            |            | 150 000 $ | Terre (ext.)    | Virginia Ruzici Virginia Wade      | Ivanna Madruga-Osses Catherine Tanvier | 6-3, 2-6, 6-1 | Tableau |
| 22 | 09/05/1983 | Swiss Open Lugano                               |            | 100 000 $ | Terre (ext.)    | C. Jolissaint Marcella Mesker      | Petra Delhees Pat Medrado              | 6-2, 3-6, 7-5 | Tableau |
| 23 | 16/05/1983 | German Open Berlin                              |            | 150 000 $ | Terre (ext.)    | Jo Durie Anne Hobbs                | Claudia Kohde-Kilsch Eva Pfaff         | 6-4, 7-6      | Tableau |
| 24 | 23/05/1983 | Roland-Garros Paris                             | G. Chelem  | 350 000 $ | Terre (ext.)    | Rosalyn Fairbank Candy Reynolds    | Kathy Jordan Anne Smith                | 5-7, 7-5, 6-2 | Tableau |
| 25 | 06/06/1983 | Edgbaston Cup Birmingham                        |            | 100 000 $ | Gazon (ext.)    | Billie Jean King Sharon Walsh      | Beverly Mould Elizabeth Sayers         | 6-2, 6-4      | Tableau |
| 26 | 13/06/1983 | BMW Championships Eastbourne                    |            | 150 000 $ | Gazon (ext.)    | Martina Navrátilová Pam Shriver    | Jo Durie Anne Hobbs                    | 6-1, 6-0      | Tableau |
| 27 | 20/06/1983 | The Championships Wimbledon                     | G. Chelem  | 670 000 $ | Gazon (ext.)    | Martina Navrátilová Pam Shriver    | Rosie Casals Wendy Turnbull            | 6-2, 6-2      | Tableau |
| 28 | 04/07/1983 | Fila Europa Cup Hambourg                        |            | 100 000 $ | Terre (ext.)    | Bettina Bunge Claudia Kohde-Kilsch | Ivanna Madruga-Osses Catherine Tanvier | 7-5, 6-4      | Tableau |
| 29 | 11/07/1983 | Virginia Slims Hall of Fame Newport (RI)        |            | 100 000 $ | Gazon (ext.)    | Barbara Potter Pam Shriver         | Barbara Jordan Elizabeth Sayers        | 6-3, 6-1      | Tableau |
| 30 | 11/07/1983 | Freiburg Fribourg-en-Brisgau                    |            | 50 000 $  | Terre (ext.)    | Bettina Bunge Eva Pfaff            | Ivanna Madruga-Osses Emilse Raponi     | 6-1, 6-2      | Tableau |
| 31 | 01/08/1983 | US Clay Court Championships Indianapolis        |            | 200 000 $ | Terre (ext.)    | Kathleen Horvath Virginia Ruzici   | Gigi Fernández Beth Herr               | 4-6, 7-6, 6-2 | Tableau |
| 32 | 08/08/1983 | Virginia Slims of Los Angeles Manhattan Beach   |            | 150 000 $ | Dur (ext.)      | Martina Navrátilová Pam Shriver    | Betsy Nagelsen Virginia Ruzici         | 6-1, 6-0      | Tableau |
| 33 | 15/08/1983 | Player’s Canadian Open Toronto                  | VS Tour C4 | 200 000 $ | Dur (ext.)      | Anne Hobbs Andrea Jaeger           | Rosalyn Fairbank Candy Reynolds        | 6-4, 5-7, 7-5 | Tableau |
| 34 | 22/08/1983 | Virginia Slims of New Jersey Mahwah             |            | 125 000 $ | Dur (ext.)      | Jo Durie Sharon Walsh              | Rosalyn Fairbank Candy Reynolds        | 4-6, 7-5, 6-3 | Tableau |
| 35 | 29/08/1983 | US Open Flushing Meadows                        | G. Chelem  | 850 000 $ | Dur (ext.)      | Martina Navrátilová Pam Shriver    | Rosalyn Fairbank Candy Reynolds        | 6-7, 6-1, 6-3 | Tableau |
| 36 | 12/09/1983 | Ginny of Salt Lake City Salt Lake City          |            | 50 000 $  | Dur (ext.)      | Cláudia Monteiro Yvonne Vermaak    | Amanda Brown Brenda Remilton           | 6-1, 3-6, 6-4 | Tableau |
| 37 | 19/09/1983 | Ginny of Kansas City Kansas City                |            | 50 000 $  | Dur (ext.)      | Sandy Collins Elizabeth Sayers     | Chris O'Neil Brenda Remilton           | 7-5, 7-6      | Tableau |
| 38 | 19/09/1983 | Central Fidelity Bank International Richmond    |            | 150 000 $ | Moquette (int.) | Rosalyn Fairbank Candy Reynolds    | Kathy Jordan Barbara Potter            | 6-7, 6-2, 6-1 | Tableau |
| 39 | 26/09/1983 | Ginny of Bakersfield Bakersfield                |            | 50 000 $  | Dur (ext.)      | Kylie Copeland Lori McNeil         | Ann Henricksson Pat Medrado            | 6-4, 6-3      | Tableau |
| 40 | 26/09/1983 | US Indoors Hartford                             |            | 150 000 $ | Moquette (int.) | Billie Jean King Sharon Walsh      | Kathy Jordan Barbara Potter            | 3-6, 6-3, 6-4 | Tableau |
| 41 | 03/10/1983 | Virginia Slims of Detroit Détroit               |            | 150 000 $ | Moquette (int.) | Kathy Jordan Barbara Potter        | Rosie Casals Wendy Turnbull            | 6-4, 6-1      | Tableau |
| 42 | 10/10/1983 | Florida Federal Open Tarpon Springs             |            | 150 000 $ | Dur (ext.)      | Martina Navrátilová Pam Shriver    | Bonnie Gadusek Wendy White             | 6-0, 6-1      | Tableau |
| 43 | 10/10/1983 | Borden Classic Tokyo                            |            | 75 000 $  | Dur (ext.)      | Chris O'Neil Pam Whytcross         | Brenda Remilton Naoko Sato             | 5-7, 7-6, 6-3 | Tableau |
| 44 | 17/10/1983 | Japan Asian Open Tokyo                          |            | 50 000 $  | Dur (ext.)      | Chris O'Neil Pam Whytcross         | Helena Manset Micki Schillig           | 6-3, 7-5      | Tableau |
| 45 | 17/10/1983 | Daihatsu Challenge Brighton                     |            | 150 000 $ | Moquette (int.) | Chris Evert Pam Shriver            | Jo Durie Ann Kiyomura                  | 7-5, 6-4      | Tableau |
| 46 | 24/10/1983 | Porsche Grand Prix Stuttgart                    |            | 150 000 $ | Dur (int.)      | Martina Navrátilová Candy Reynolds | Virginia Ruzici Catherine Tanvier      | 6-2, 6-1      | Tableau |
| 47 | 07/11/1983 | Ginny Championships Honolulu                    |            | 100 000 $ | Moquette (int.) | Rosalyn Fairbank Candy Reynolds    | Lea Antonoplis Barbara Jordan          | 5-7, 7-5, 6-3 | Tableau |
| 48 | 07/11/1983 | Lynda Carter Maybelline Classic Deerfield Beach |            | 125 000 $ | Dur (ext.)      | Bonnie Gadusek Wendy White         | Pam Casale Mary Lou Piatek             | 6-1, 3-6, 6-3 | Tableau |
| 49 | 14/11/1983 | National Panasonic Open Brisbane                |            | 150 000 $ | Gazon (ext.)    | Anne Hobbs Wendy Turnbull          | Pam Shriver Sharon Walsh               | 6-3, 6-4      | Tableau |
| 50 | 21/11/1983 | NSW Building Society Sydney                     |            | 150 000 $ | Gazon (ext.)    | Anne Hobbs Wendy Turnbull          | Hana Mandlíková Helena Suková          | 6-4, 6-3      | Tableau |
| 51 | 28/11/1983 | Marlboro Australian Open Melbourne              | G. Chelem  | 500 000 $ | Gazon (ext.)    | Martina Navrátilová Pam Shriver    | Anne Hobbs Wendy Turnbull              | 6-4, 6-7, 6-2 | Tableau |

### Double mixte
| No | Date       | Nom et lieu du tournoi      | Catégorie | Dotation  | Surface      | Vainqueures                      | Finalistes                       | Score         |         |
| -- | ---------- | --------------------------- | --------- | --------- | ------------ | -------------------------------- | -------------------------------- | ------------- | ------- |
| 1  | 23/05/1983 | Roland-Garros Paris         | G. Chelem | 350 000 $ | Terre (ext.) | Barbara Jordan Eliot Teltscher   | Leslie Allen Charles Buzz Strode | 6-2, 6-3      | Tableau |
| 2  | 20/06/1983 | The Championships Wimbledon | G. Chelem | 670 000 $ | Gazon (ext.) | Wendy Turnbull John Lloyd        | Billie Jean King Steve Denton    | 6-7, 7-6, 7-5 | Tableau |
| 3  | 29/08/1983 | US Open Flushing Meadows    | G. Chelem | 850 000 $ | Dur (ext.)   | Elizabeth Sayers John Fitzgerald | Barbara Potter Ferdi Taygan      | 3-6, 6-3, 6-4 | Tableau |

## Classements de fin de saison
| Rang | Joueuse             |
| ---- | ------------------- |
| 1    | Martina Navrátilová |
| 2    | Chris Evert         |
| 3    | Andrea Jaeger       |
| 4    | Tracy Austin        |
| 5    | Pam Shriver         |
| 6    | Sylvia Hanika       |
| 7    | Wendy Turnbull      |
| 8    | Jo Durie            |
| 9    | Hana Mandlíková     |
| 10   | Andrea Temesvári    |

## Coupe de la Fédération
| Date     | Lieu                   | Surf.        | Vainqueur                                    | Finaliste                               | Score |         |
| 17/07/83 | Zurich, Albisguetli TC | Terre (ext.) | Helena Suková Iva Budařová Marcela Skuherská | Bettina Bunge C. Kohde-Kilsch Eva Pfaff | 2-1   | Tableau |

## Wightman Cup
Épreuve conjointement organisée par l'United States Tennis Association et la Lawn Tennis Association.
| Date | Lieu       | Vainqueur  | Perdant     | Score |
|      | États-Unis | États-Unis | Royaume-Uni |       |

## Sources
- (en) WTA Tour : site officiel
- (en) [PDF] WTA Tour : palmarès complet 1971-2011